# 신영록 (1987년)
신영록 (辛泳錄, 1987년 3월 27일 ~ )은 대한민국의 축구 선수였다.

## 개요
서울특별시 출생이다. 비슷한 머리띠를 하는데다가 좋은 체격에 빠른 스피드와 뛰어난 포스트플레이를 갖춘 점이 디디에 드로그바와 닮았다는 점에 착안하여 '영록바'라는 별명을 얻었다. 넘치는 파워로 저돌적인 몸싸움에 능하여 '탱크'라는 별명이 붙기도 하였다.

## 축구인 생활

### 선수 생활
세일중학교 중퇴 후 2003년 수원 삼성 블루윙즈에 입단하여 K리그에 데뷔했으나, 5년 동안 리그에서 21경기를 뛰는 데 그쳤고, 2005년에서야 부천 SK를 상대로 K리그 데뷔골을 기록하였다. 2008년부터 차범근 감독에게 팀의 주전으로 중용받으며 경기 출전횟수를 늘리기 시작하였고, 2008 시즌에 18경기에서 6골을 집어 넣었다. 국내에서의 좋은 활약을 바탕으로 2009년 1월 터키의 부르사스포르로 이적하였다. 신영록은 해외에 금세 적응해 24경기에서 6골을 득점하는 활약을 보였다. 그러나 2009년 10월 9일 계약금 지급문제로 부르사스포르를 떠나 한국으로 귀국하였고, 러시아 프리미어리그의 톰 톰스크와 계약했으나 부르사스포르와의 계약금 지급 문제로 터키축구협회의 이적동의서 발급이 늦어지면서 공식으로 입단할 수 없었다.
이후 다시 고국으로 돌아와 친정팀인 수원 삼성 블루윙즈에 입단했다. 2010년 7월 28일 FC 서울과의 포스코컵 경기에서 연장 6분 교체되어 복귀전을 치렀지만 골은 기록하지 못했고, 3일 후 광주 상무와의 리그 경기에서 후반 7분 골을 기록했다.
2011년 1월 28일 제주 유나이티드로 이적하였다. 2011년 5월 8일 대구 FC와의 경기에서 경기 종료 직전 부정맥에 의한 급성 심장마비로 쓰러졌다. 2011년 6월 27일, 50일 만에 의식을 회복하였다.

### 국가 대표 생활
U-20 대표팀으로 2005년 FIFA U-20 월드컵과 2007년 FIFA U-20 월드컵에 연이어 선발되었고, 2005년 FIFA U-20 월드컵에서 예선 1차전 스위스전과 2007년 FIFA U-20 월드컵에서 예선 1차전 미국전과 예선 2차전 브라질전에 골을 기록하여, 대한민국 최초로 두 번의 FIFA U-20 월드컵에 연속으로 출전하여 모두 골을 기록한 선수가 되었다. 2007년 9월 8일 바레인과의 경기로 첫 U-23 대표팀 경기를 치렀고, 2008년 하계 올림픽에 참가하여 뛰어난 기량을 발휘하였다. 2008년 9월 5일 요르단과의 친선경기에서 A매치에 데뷔하였다.

## 플레이 스타일
스스로 득점 기회를 만들어내는 능력은 다소 부족하지만, 강한 몸싸움과 탁월한 위치선정을 통해 기회를 포착하고 그 기회를 골로 연결시키는 확실한 골 결정력이 최대 강점이며, 문전에서의 적극성과 기술이 돋보인다.

## 경력

### 선수 경력
- 2003년 ~ 2008년  수원 삼성 블루윙즈
- 2008년 ~ 2009년  부르사스포르
- 2010년  수원 삼성 블루윙즈
- 2011년  제주 유나이티드

## 수상

### 개인
- 2006년 카타르 청소년 8개국 축구대회 MVP와 득점왕 수상

### 클럽

#### 수원 삼성 블루윙즈
- K리그 우승 2회 (2004년, 2008년)
- K리그 준우승 1회 (2006년)
- FA컵 준우승 1회 (2006년)
- 삼성 하우젠 컵 우승 2회 (2005년, 2008년)
- 대한민국 슈퍼컵 우승 1회 (2005년)
- A3 챔피언스컵 우승 1회 (2005년)

## 홍보 대사
- 2011.12 심장살리기

## 기타
그는 피파온라인3 게임에서 스페셜 시즌의 선수로 있었다.